# Castell del Valentino
El castell del Valentino (Castello del Valentino en italià) és un castell de la ciutat de Torí, a la regió del Piemont a Itàlia. És situat als marges del Po, al parc del Valentino.
Acull la facultat d'arquitectura de l'Escola politècnica de Torí. Era una de les residències de la casa reial de Savoia, i és inclòs amb aquest títol des de 1997 a la llista del patrimoni mundial de la humanitat establerta per la UNESCO.
L'antic castell va ser construït pel duc Manuel Filibert de Savoia. El nom de Valentino, mencionat des del segle XIII, ve probablement de sant Valentí, les relíquies del qual eren venerades en una església propera.
L'estructura actual és deguda a Cristina de França al segle XVII. És en forma de ferradura amb quatre torres a cada angle i una cort interior ampla amb una vorera de marbre. Els treballs es van allargar fins a l'any 1660.
El segle XIX es van afegir modificacions menors. Una gran part del mobiliari del segle XVII va ser saquejada per les tropes franceses. Durant el mig segle següent, el palau va estar més o menys abandonat i va caure en un estat de deteriorament. L'any 1860 es va renovar quan va ser escollit com a seu dels estudis de tecnologia de Torí.

## Galeria

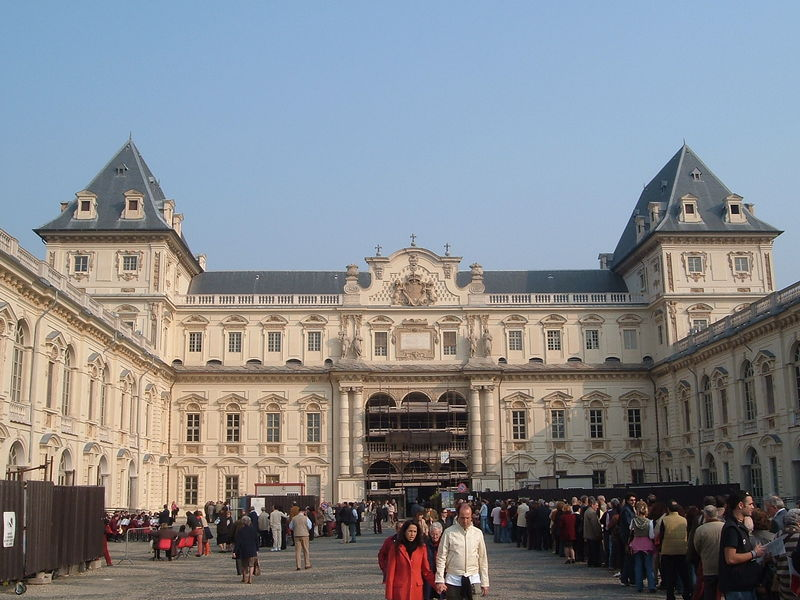
Vista anterior del castell
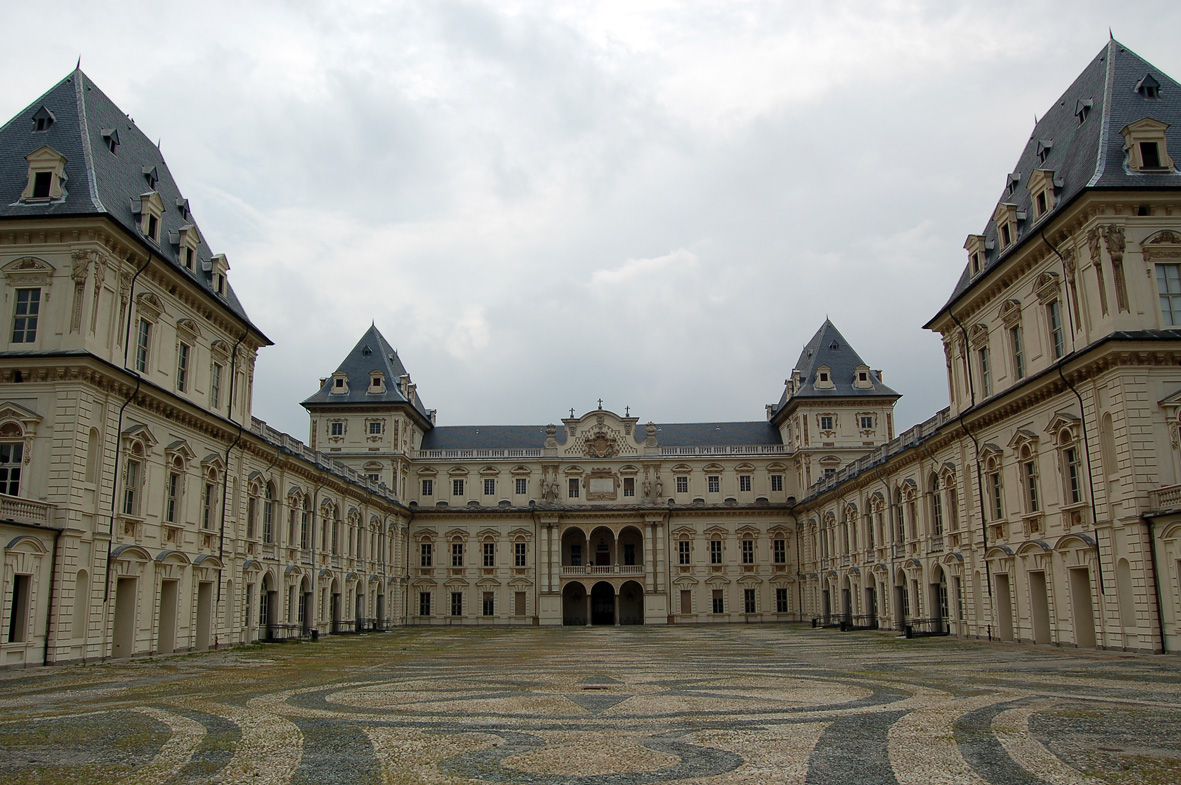
Altra vista de l'entrada principal
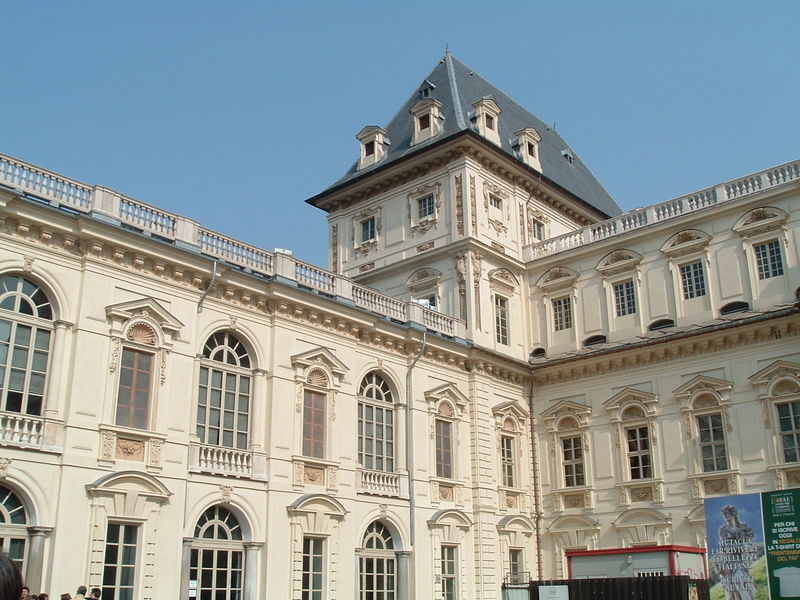
El cap «transalpí»
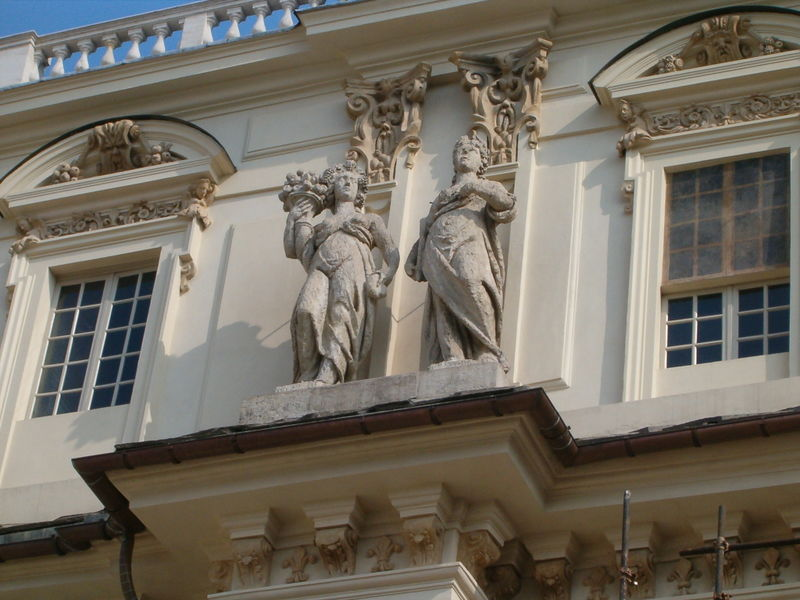
Detall de la façana
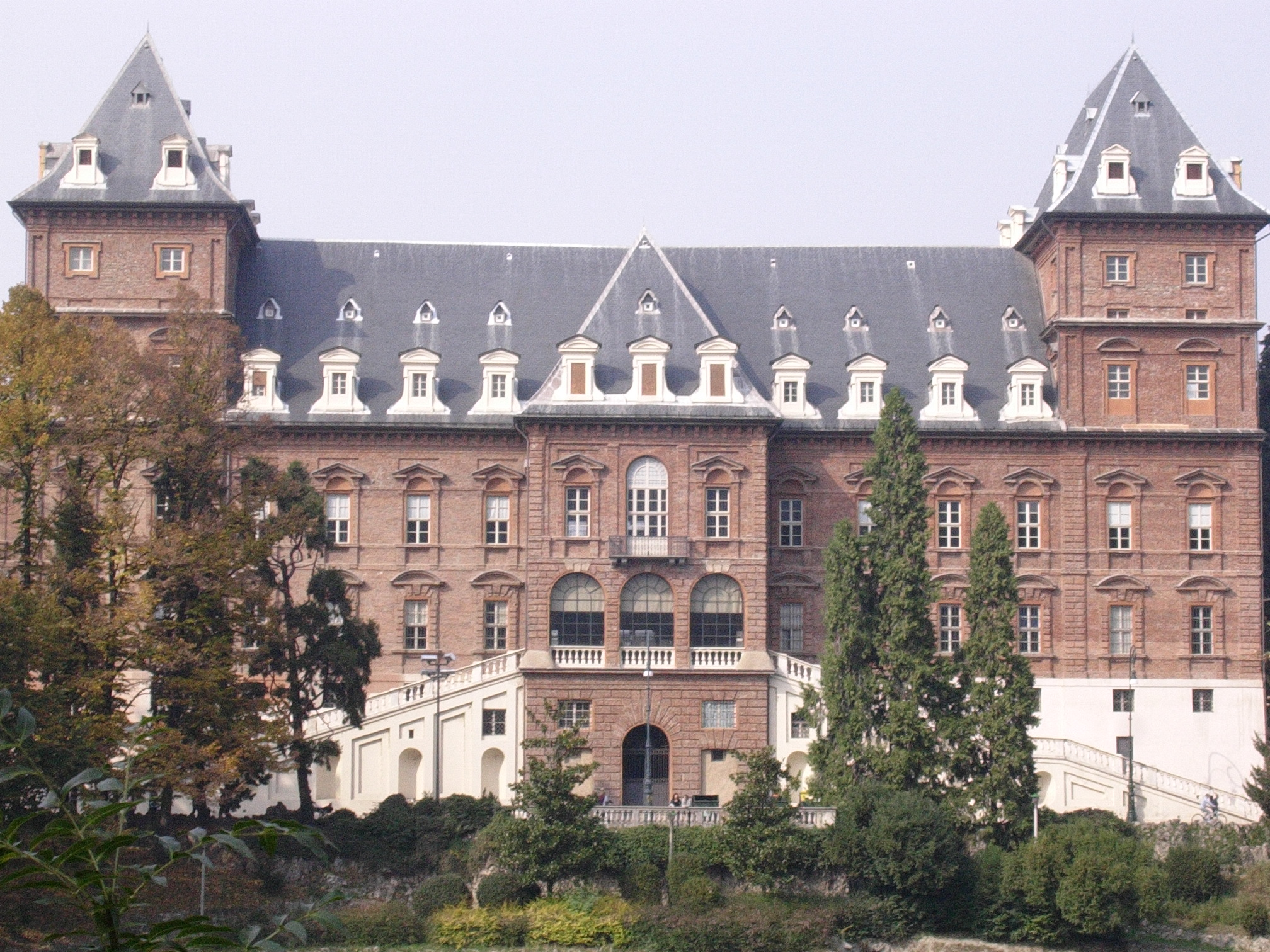
El castell vist de l'altra banda del Po